# Celtis vitiensis
Celtis vitiensis là một loài thực vật có hoa trong họ Cannabaceae. Loài này được A.C.Sm. mô tả khoa học đầu tiên năm 1943.